# Ed Skrein
Edward George "Ed" Skrein (Londres, Inglaterra, 29 de marzo de 1983) es un actor y rapero británico. Es conocido por el personaje de Ajax en la película de Marvel, Deadpool y por su papel de Frank Martin en el reinicio de la saga de The Transporter con la película The Transporter Refueled. En la música, es conocido por su primer trabajo en 2007 titulado "The Eat Up".

## Biografía
Se graduó del "Central Saint Martins" con una licenciatura con honores. Actualmente es soltero y tiene un hijo, Marley Skrein.

## Carrera
En el 2013 apareció como personaje recurrente en la primera temporada de la serie The Tunnel donde dio vida a Anthony Walsh, un proxeneta que termina siendo asesinado por el asistente social Stephen Beaumont (Joseph Mawle), luego de que Anthony empezara a salir con su hermana Suze Beaumount (Keeley Hawes) a quien había metido en las drogas.
Ese mismo año apareció en tres episodios de la tercera temporada de la popular serie Game of Thrones donde interpretó en los tres últimos capítulos de la tercera temporada al capitán Daario Naharis. Tras abandonar la serie, el papel de Daario fue interpretado por al actor Michiel Huisman desde la cuarta temporada.
En el 2014 se unió al elenco de la película Northmen: A Viking Saga donde interpretó al vikingo Hjorr.
En septiembre del 2015 apareció en la película The Transporter Refueled donde dará vida al conductor Frank Martin de joven, la cual es una precuela de las tres películas anteriores. El papel de Frank originalmente es interpretado por el actor Jason Statham.
En el 2016 apareció en la película Deadpool donde interpretó al villano Francis, también conocido como Ajax.
En 2016 se anunció que se había unido al elenco de la película In Darkness donde compartirá créditos con su compañera de Juego de Tronos, la actriz Natalie Dormer.
En 2018 apareció en la película Tau donde interpretó al villano Alex.
En 2019 interpretó al entonces teniente Richard Best del grupo SB6 del portaviones USS Enterprise en el film  Midway quien lo retrata como un arriesgado y  anómico piloto de bombardero Dauntless.
En 2022 es protagonista en la película Yo era famoso de Netflix, en la cual interpreta una exestrella de una banda juvenil obteniendo una segunda oportunidad cuando se une a un talentoso baterista autista, quien le cambia la vida.

## Música
En el 2004 lanzó tres pistas EP en donde se incluían las canciones Mind Out, Once Upon A Skrein y The Youth, bajo el sello discográfico "Dented Records".
En el 2007 lanzó su primer álbum titulado "The Eat Up". 
Skrein ha participado con una variedad de artistas entre ellos Foreign Beggars, Asian Dub Foundation, Plan B, Dubbledge y Doc Brown.

## Filmografía

### Películas
| Año  | Título                                           | Personaje               | Ref. |
| ---- | ------------------------------------------------ | ----------------------- | ---- |
| 2012 | Piggy                                            | Jamie                   |      |
| 2012 | Ill Manors                                       | Edward "Ed" Richardson  |      |
| 2012 | The Sweeney                                      | David                   |      |
| 2013 | Goldfish (Cortometraje)                          | Vincent                 |      |
| 2014 | Northmen: A Viking Saga                          | Hjorr                   |      |
| 2015 | Sword of Vengeance                               | Treden                  |      |
| 2015 | Tiger House                                      | Callum                  |      |
| 2015 | Kill Your Friends                                | Danny Rent              |      |
| 2015 | The Transporter Legacy                           | Frank Martin Jr.        |      |
| 2016 | Deadpool                                         | Francis Freeman / Ajax  |      |
| 2016 | The Model                                        | Shane White             |      |
| 2018 | In Darkness                                      | Marc                    |      |
| 2018 | Patrick                                          | Vet                     |      |
| 2018 | Tau                                              | Alex                    |      |
| 2018 | Little River Run (Cortometraje)                  |                         |      |
| 2018 | If Beale Street Could Talk                       | Oficial Bell            |      |
| 2019 | Alita: Battle Angel                              | Zapan                   |      |
| 2019 | Born a King                                      | Philby                  |      |
| 2019 | Maleficent: Mistress of Evil                     | Borra                   |      |
| 2019 | Midway                                           | Richard Best            |      |
| 2021 | Naked Singularity                                | Craig                   |      |
| 2021 | Mona Lisa and the Blood Moon                     | Fuzz                    |      |
| 2022 | Taco Bell: Fry Again (Cortometraje)              | La freidora del tiempo  |      |
| 2022 | I Used to Be Famous                              | Vince                   |      |
| 2023 | Rebel Moon - Parte 1: La niña del fuego          | Almirante Atticus Noble |      |
| 2024 | Rebel Moon - Parte 2: La guerrera que deja marca | Almirante Atticus Noble |      |
| 2025 | Jurassic World Rebirth                           | Bobby Atwater           |      |

### Series
| Año  | Título                      | Personaje      | Notas              | Ref. |
| ---- | --------------------------- | -------------- | ------------------ | ---- |
| 2013 | The Tunnel                  | Anthony Walsh  | Serie; 3 episodios |      |
| 2013 | Game of Thrones             | Daario Naharis | Serie; 3 episodios |      |
| 2023 | All the Light We Cannot See | Herr Seidler   | Serie              | Ref. |